# Cantone di Los Chiles
Il cantone di Los Chiles è un cantone della Costa Rica facente parte della provincia di Alajuela.

## Geografia antropica

### Suddivisioni amministrative
Il cantone  è suddiviso in 4 distretti:
- Caño Negro
- El Amparo
- Los Chiles
- San Jorge